# Squilla mantis
La galera (Squilla mantis) es una especie de crustáceo estomatópodo de la familia Squillidae. Se pesca en grandes cantidades, aunque no es muy apreciada gastronómicamente, pese a su excelente sabor, debido a que posee poca carne. El nombre común es galera.

## Descripción

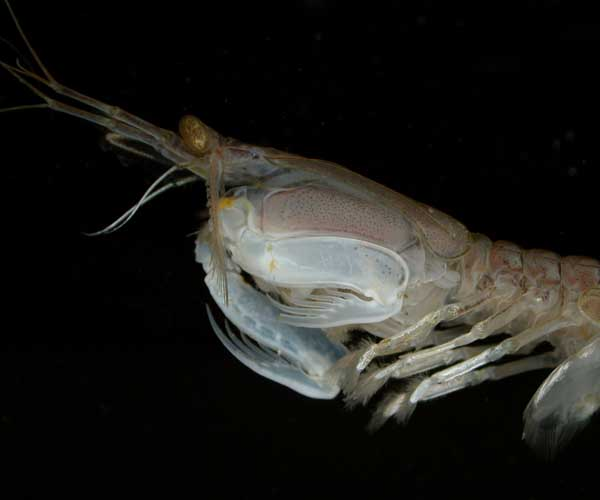
Mitad anterior de una galera, nótese su largo par de brazos (pereiópodos)

Presenta ocho pares de apéndices (pereiópodos), siendo los cinco primeros fuertes y cortos, terminados con una uña curvada y adaptados para excavar. El segundo par es más robusto y de mayor longitud que el resto, y se encuentra dentado con cinco espinas. Coloración amarilla herrumbosa, pardo claro o color salmón, con bordes azulados y rojos, siendo de color crudo en la zona ventral. Los ojos son verdosos, con manchas de color púrpura ribeteadas de blanco. Éstos, además, están situados en largos pedúnculos móviles y son muy complejos.
Puede llegar a alcanzar unos 20 cm de longitud.

## Distribución y hábitat
Es propia del mar Mediterráneo y del Atlántico noroeste. Se encuentra sobre los fondos pedregosos o fangosos del litoral.

## Comportamiento

### Alimentación
Es carnívora, su dieta se compone principalmente de peces y otros crustáceos. Captura a sus presas utilizando su largo par de brazos, arponeándolas con las afiladas espinas o golpeándolas con la gruesa punta.

### Reproducción
La época del desove tiene lugar entre mayo y junio.

## Pesca

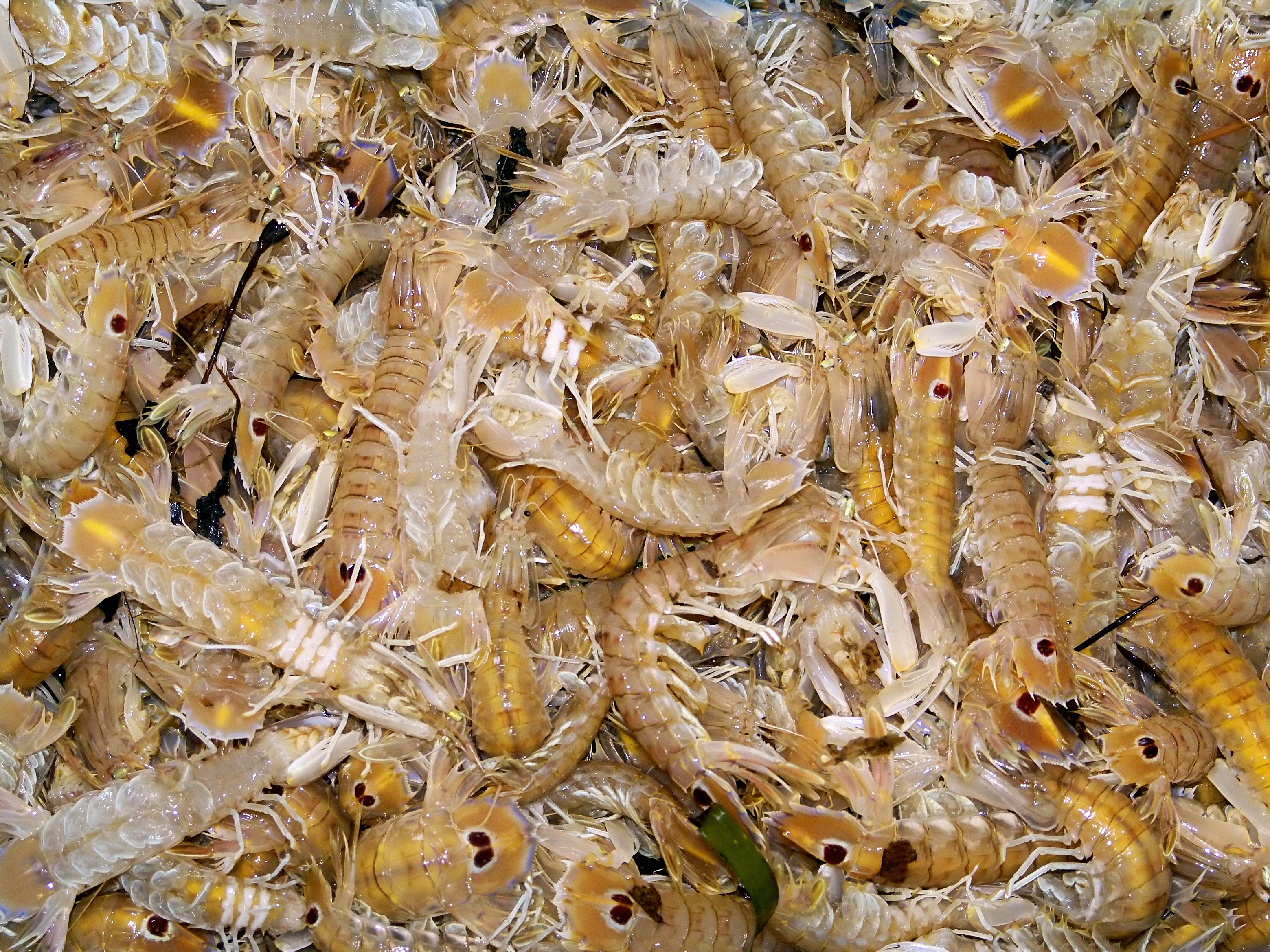
Squilla Mantis a la venta en un mercado Catalán

S. mantis es el único estomatópodo nativo que se pesca a escala comercial en el Mediterráneo. Más de 7,000 t se capturan anualmente, el 85% de las cuales se captura en las costas de Italia del Mar Adriático, con una producción adicional en el Mar Jónico, en Cerdeña, en la costa de Cataluña y en las Islas Baleares. Fuera del Mediterráneo, se consume en Andalucía en el Golfo de Cádiz con el nombre de "galeras".